# Polisportiva Dinamo 2020-2021
Questa voce raccoglie le informazioni riguardanti la Polisportiva Dinamo nelle competizioni ufficiali della stagione 2020-2021.

## Stagione
La stagione 2020-2021 della Polisportiva Dinamo ancora sponsorizzata Banco di Sardegna, è l'11ª nel massimo campionato italiano di pallacanestro, la Serie A. Oltre al campionato i biancoblù disputano anche la Supercoppa Italiana, eccezionalmente aperta a tutte le squadre della massima divisione e la Champions League, la massima competizione europea sotto l'egida FIBA.
Relativamente al roster, sono stati confermati Marco Spissu e Miro Bilan del quintetto iniziale e le riserve Stefano Gentile e Giacomo Devecchi, mentre hanno lasciato rispettivamente dopo tre stagioni Dyshawn Pierre, trasferitosi al Fenerbahçe, dopo due il centro italiano Daniele Magro e dopo una sola stagione Dwayne Evans, rimasti free agent mentre hanno lasciato la squadra Michele Vitali accasatosi al Bamberger, Dwight Coleby ai turchi del Denizli, Paulius Sorokas a Chieti e Lorenzo Bucarelli all'Eurobasket Roma. A sostituirli nel quintetto base sono arrivate le ali americane Justin Tillman dagli israeliani dell'Hap. Gilboa G.E. e Jason Burnell dalla Pall. Cantù e il croato Filip Krušlin dalla Cedevita Olimpija, mentre a completare il roster l'ala lituana Eimantas Bendžius dal Rytas Vilnius e quella estone Kaspar Treier da Basket Ravenna, il play croato Vasilije Pušica da V.L. Pesaro e per concludere il centro Luca Gandini da Pall. Varese.
A causa del calendario corposo, il precampionato ha visto solo due sfide, una persa e una vinta, contro Olimpia Milano e Reyer Venezia inserite nell'ormai consueto torneo City of Cagliari arrivato alla decima edizione. Successivamente la stagione è partita ufficialmente con la Supercoppa, con un girone da quattro squadre in cui la Dinamo è stata inserita con N.B. Brindisi, V.L. Pesaro e Virtus Roma. Gli incontri di andata e ritorno sono stati disputati tutti nella bolla del Geovillage di Olbia, con incontri a porte chiuse, per via delle misure anti COVID. I sassaresi al giro di boa si son piazzati in testa a punteggio pieno, poi le sconfitte contro Brindisi e Pesaro, comunque preservando la differenza canestri, hanno garantito la qualificazione alla final four di Bologna. Alla Segafredo Arena in semifinale i sardi hanno trovato i padroni di casa della Virtus Bologna e sono stati eliminati con una sconfitta per 88-76.
L'esordio in campionato è contro la V.L. Pesaro alla Vitrifrigo Arena ed è vittorioso. Tuttavia l'inizio di campionato è altalenante: all'esordio casalingo arriva una sconfitta sulla sirena contro Pall. Trieste seguito da una vittoria (poi cancellata per ritiro) contro la Virtus Roma e contro la Fortitudo Bologna. Il primo big match, esterno, contro la Reyer Venezia è negativo a cui seguiranno anche altre sconfitte contro l'Aquila Trento e la N.B. Brindisi. All'ottava giornata, a metà girone, la Dinamo si ritrova settima e a causa di alcuni posticipi finirà anche nona, fuori dalla zona playoff. Da dicembre però avviene la svolta con la vittoria alla Segafredo Arena contro la temibile Virtus Bologna. Da lì in poi è un filotto di vittorie fino al giro di boa, interrotto solo dalla sconfitta al Mediolanum Forum contro l'Olimpia Milano. Grazie a sette vittorie su otto partite i sassaresi risalgono fino a cementare il terzo posto in classifica al giro di boa, garantendosi così la qualificazione alla Coppa Italia.
I primi mesi però non sono semplici: la Champions League miete vittime nel roster. Nella gara contro Tenerife Vasilije Pušica si rompe il legamento crociato del ginocchio destro, che pone così fine alla sua stagione e al suo posto è necessario l'acquisto del croato Toni Katić, vecchia conoscenza di Pozzecco ai tempi del Cibona Zagabria. Stessa sorte tocca al capitano Giacomo Devecchi, nel ritorno sempre contro i canarini e per entrambi vuol dire fine anticipata della stagione. Visto il roster corto viene tesserato il sassarese scudettato Massimo Chessa mentre, in sostituzione di Justin Tillman (per lui rescissione consensuale a causa dello scarso rendimento e dei problemi di adattamento) a gennaio viene acquistato l'ex fortitudino Ethan Happ.
In Europa, infortuni a parte, il cammino è comunque ottimo. Il girone d'andata è un ein plein, coronato anche da una bella vittoria casalinga in rimonta con i più quotati del Tenerife. Al ritorno però una sorprendente sconfitta con i danesi del Bakken Bears, seguita da una sconfitta in Spagna, complica il percorso. Tuttavia la vittoria in Turchia contro il Galatasaray garantisce il pass per la Top 16.
Il 12 febbraio 2021 i sardi scendono in campo per i quarti di finale di Coppa Italia al Mediolanum Forum di Assago. Da terza classificata al giro di boa l'avversario è la V.L. Pesaro, sesta classificata e già affrontata due volte in Supercoppa e due volte in campionato, sempre in maniera vittoriosa. Tuttavia contro pronostico sono i marchigiani a spuntarla 110-105 dopo un tempo supplementare: non basta una quasi tripla doppia di Marco Spissu (20 punti, 10 rimbalzi e 9 assist) ed è la seconda eliminazione consecutiva al primo turno in Coppa Italia, la quarta dall'arrivo in massima serie.
Nonostante la debacle in Coppa, la squadra è comunque in salute e arriva a fare un filotto di 7 vittorie consecutive a cavallo del giro di boa, che la proiettano al terzo posto dietro Olimpia Milano e N.B. Brindisi. Il girone di playoff di Champions League invece non è positivo e inizia con due sconfitte contro Saragozza e Nymburk. A metà marzo poi vengono riscontrate diverse positività al COVID-19, probabilmente verificatesi proprio nella trasferta in Repubblica Ceca, che costringe tutto il gruppo squadra alla quarantena, vengono posticipati due match in campionato e viene stravolto il calendario in Champions costringendo a un tour de force tra marzo e aprile.. In Europa arrivano altre due sconfitte: una nel ritorno contro gli spagnoli del Saragozza e contro i tedeschi del Bamberger che determinano l'eliminazione con due turni di anticipo (questi poi conclusi nell'unica vittoria contro Bamberg e una sconfitta contro Nymburk). In campionato invece gli strascichi delle positività si fanno sentire e arrivano tre sconfitte consecutive contro Universo Treviso, Virtus Bologna e Olimpia Milano che fanno scendere la Dinamo al quinto posto. Nel finale invece i biancoblu si riprendono e inanellano quattro vittorie consecutive contro Brescia, Pall. Reggiana, Aquila Trento e soprattutto contro la terza in classifica N.B. Brindisi. All'ultima giornata la sfida contro la già retrocessa Pall. Cantù potrebbe garantire il quarto posto ma un'inattesa sconfitta piazza la squadra al quinto e definitivo posto che significa play-off contro lq Reyer Venezia, quarta classificata e fattore campo a favore degli orogranata. Nel finale di stagione poi scoppia il Caso Pozzecco, con l'allenatore triestino sospeso per 10 giorni dalla sua stessa società a causa di comportamenti scorretti avvenuti in Champions League e che hanno portato alla sua sostituzione con Edoardo Casalone negli ultimi due match di regular season e di gara-1 dei play-off.
I quarti di finale di play-off sono quindi la riedizione dell'ultima finale di Serie A. Al Taliercio gara-1 e gara-2 sono tirate ma vengono vinte entrambe dalla Reyer. La Dinamo si ritrova spalle al muro ma nonostante ciò al PalaSerradimigni sfodera due grandi prestazioni e ristabilisce la parità vincendo di 15 e di 13 punti le gare casalinghe. Si torna quindi a Mestre per la gara decisiva: la Dinamo domina per tre quarti, arrivando addirittura al massimo vantaggio di 19 punti, ma gli orogranata rimontano e alla fine la spuntano all'ultimo secondo vincendo 93-91 qualificandosi per la semifinale. Si ferma così l'avventura dei sardi ai play-off e il 31 maggio 2021 viene annunciata la separazione tra Gianmarco Pozzecco e la società, mettendo così fine al ciclo durato tre anni con il coach triestino che ha portato a una FIBA Europe Cup, una Supercoppa e una finale scudetto.

## Maglie
Per la decima stagione le divise sono firmate dalla azienda sarda EYE Sport, la quale ha sfornato una coppia di completi per ogni competizione.
Per il campionato la prima maglia è bianca con un semplice girocollo blu in tonalità più scura rispetto al solito e impreziosita da righe orizzontali blu navy sui fianchi. Analogamente la maglia da trasferta è speculare, blu con gli stessi dettagli bianchi. Nel retro è come negli altri anni presente la stilizzazione di uno dei Giganti di Mont'e Prama. La maglia è una rivisitazione della primissima maglia risalente al 1960, creata per la celebrazione dei sessant'anni del club
Vista la scelta di un design retro per le maglie del campionato, rispetto alle stagioni precedenti sono i completi per la Champions League a essere più moderni: esse presentano per il secondo anno una tonalità fluo, mantenendo il colore verde per la maglia di casa in omaggio alla storia della società negli anni '90 e 2000 mentre per la maglia da trasferta si opta per il blu. Anche in questa divisa viene mantenuto il richiamo identitario con i Gi ganti di Mont'e Prama sul retro. Nonostante l'aspetto moderno dei completi, in vista del sessantesimo anniversario del club è presente un richiamo alla storia nel fronte e nei lati dei pantaloncini, ovvero un fulmine, presente già nel primissimo logo ideato dai dieci studenti del Liceo Azuni che diedero vita alla Dinamo.
Per la Coppa Italia la società celebra la sua campagna per la promozione di luoghi ed eventi meno conosciuti della Sardegna denominata Sardegna tutto l'anno. Il tema della divisa è la Faradda di li candareri, principale evento popolare della città di Sassari. Un candeliere stilizzato è raffigurato sul centro-destra della maglia mentre i bordi di maniche e colletto sono gialli, verdi e arancioni: questo schema è presente sia nella prima maglia bianca che nella seconda blu notte (quest'ultima mai utilizzata in partite ufficiali avendo disputato una sola partita nella competizione con la maglia bianca).
Per la Supercoppa Italiana, nonché per i due match di precampionato, è stata utilizzata una maglia speciale, nella versione casalinga bianca e blu da trasferta, con nel fronte una Sardegna stilizzata con i colori di Sardegna Turismo, l'ente turistico della Regione Autonoma della Sardegna e nel retro lo slogan di Sardegna Sicura, l'app creata dalla Regione per il contrasto alla pandemia di COVID-19.
| Casa (Campionato) | Casa (Campionato) | Casa (Ch.League) | Trasferta (Ch.League) | Casa (C. Italia) | Trasferta (C. Italia) | Casa (Supercoppa) | Trasferta (Supercoppa) |

## Roster
| Banco di Sardegna Sassari 2020-21 | Banco di Sardegna Sassari 2020-21 |
| Giocatori                         | Staff tecnico                     |
| --------------------------------- | --------------------------------- |

| N. | Naz.                                   | Ruolo | Nome                 | Anno | Alt.   | Peso   |  |
| -- | -------------------------------------- | ----- | -------------------- | ---- | ------ | ------ |  |
| 0  | Italia (bandiera)                      | P     | Marco Spissu         | 1995 | 184 cm | 79 kg  |  |
| 1  | Italia (bandiera)                      | G     | Christian Martis     | 2001 | 192 cm | 78 kg  |  |
| 1  | Italia (bandiera)                      | PG    | Luca Sanna           | 2003 | 188 cm | 70 kg  |  |
| 2  | Croazia (bandiera)                     | C     | Miro Bilan           | 1989 | 213 cm | 121 kg |  |
| 3  | Estonia (bandiera) · Italia (bandiera) | A     | Kaspar Treier        | 1999 | 199 cm | 100 kg |  |
| 4  | Serbia (bandiera)                      | P     | Vasilije Pušica      | 1995 | 196 cm | 95 kg  |  |
| 5  | Italia (bandiera)                      | PG    | Massimo Chessa       | 1988 | 188 cm | 80 kg  |  |
| 6  | Croazia (bandiera)                     | G     | Filip Krušlin        | 1989 | 198 cm | 91 kg  |  |
| 7  | Stati Uniti (bandiera)                 | C     | Ethan Happ           | 1996 | 208 cm | 108 kg |  |
| 8  | Italia (bandiera)                      | GA    | Giacomo Devecchi (C) | 1985 | 196 cm | 88 kg  |  |
| 10 | Croazia (bandiera)                     | P     | Toni Katić           | 1992 | 188 cm | 82 kg  |  |
| 13 | Italia (bandiera)                      | G     | Marco Antonio Re     | 2000 | 188 cm | 75 kg  |  |
| 14 | Stati Uniti (bandiera)                 | A     | Jason Burnell        | 1997 | 201 cm | 100 kg |  |
| 20 | Lituania (bandiera)                    | AG    | Eimantas Bendžius    | 1990 | 207 cm | 98 kg  |  |
| 21 | Italia (bandiera)                      | C     | Luca Gandini         | 1985 | 206 cm | 112 kg |  |
| 22 | Italia (bandiera)                      | PG    | Stefano Gentile      | 1989 | 191 cm | 90 kg  |  |
| 23 | Stati Uniti (bandiera)                 | AG    | Justin Tillman       | 1996 | 203 cm | 100 kg |  |

| Allenatore                                                                                      |
| - Gianmarco Pozzecco                                                                            |
| Assistente/i                                                                                    |
| - Edoardo Casalone - Giorgio Gerosa Legenda - (C) Capitano - (IN) Inattivo - Infortunato Roster |

1. 1 2  Aggregato dalle giovanili
2. 1 2 3  Acquistato a stagione in corso
3. ↑  Ceduto a stagione in corso

## Mercato

### Sessione estiva
| Acquisti | Acquisti          | Acquisti          | Acquisti   | Acquisti |
| R.       | Nome              | da                | Modalità   |          |
| -------- | ----------------- | ----------------- | ---------- | -------- |
| A        | Jason Burnell     | Pall. Cantù       | svincolato |          |
| P        | Vasilije Pušica   | V.L. Pesaro       | svincolato |          |
| AG       | Justin Tillman    | Hap. Gilboa G.E.  | svincolato |          |
| A        | Kaspar Treier     | Basket Ravenna    | svincolato |          |
| G        | Filip Krušlin     | Cedevita Olimpija | svincolato |          |
| AG       | Eimantas Bendžius | Rytas Vilnius     | svincolato |          |
| C        | Luca Gandini      | Pall. Varese      | svincolato |          |

| Cessioni | Cessioni          | Cessioni             | Cessioni         | Cessioni |
| R.       | Nome              | a                    | Modalità         |          |
| -------- | ----------------- | -------------------- | ---------------- | -------- |
| A        | Dyshawn Pierre    | Fenerbahçe           | fine contratto   |          |
| AG       | Paulius Sorokas   | Chieti Basket 1974   | fine contratto   |          |
| GA       | Lorenzo Bucarelli | Eurobasket Roma      | fine contratto   |          |
| P        | Jaime Smith       | Pall. Cantù          | fine contratto   |          |
| C        | Dwight Coleby     | Merkezefendi Denizli | fine contratto   |          |
| AG       | Ousmane Diop      | Basket Torino        | rinnovo prestito |          |
| G        | Michele Vitali    | Bamberger            | rescissione      |          |
| C        | Daniele Magro     | Brescia              | fine contratto   |          |
| A        | Dwayne Evans      | Ryukyu G. Kings      | fine contratto   |          |

### Dopo l'inizio della stagione
| Acquisti | Acquisti       | Acquisti          | Acquisti        | Acquisti   |
| R.       | Nome           | da                | Data            | Modalità   |
| -------- | -------------- | ----------------- | --------------- | ---------- |
| P        | Toni Katić     | Cibona Zagabria   | 7 novembre 2020 | svincolato |
| PG       | Massimo Chessa |                   | 14 gennaio 2021 | svincolato |
| C        | Ethan Happ     | Fortitudo Bologna | 18 gennaio 2021 | svincolato |

| Cessioni | Cessioni       | Cessioni  | Cessioni       | Cessioni    |
| R.       | Nome           | a         | Data           | Modalità    |
| -------- | -------------- | --------- | -------------- | ----------- |
| AG       | Justin Tillman | Bursaspor | 9 gennaio 2021 | rescissione |

## Risultati

### Serie A

#### Regular season

##### Girone di andata
| Arbitri: | Lanzarini (Bologna) Bongiorni (Pisa) Boninsegna (Milano) |

|                                                   |            |                                 |
| J. Robinson 15 Filipovity, Massenat 13 Delfino 12 | Punti      | 23 Bendžius 18 Burnell 16 Bilan |
| J. Robinson 5                                     | Assist     | 7 Spissu                        |
| Cain 8                                            | Rimbalzi   | 7 Bilan                         |
| Jasmin Repeša                                     | Allenatori | Gianmarco Pozzecco              |

| Arbitri: | Borgo (Grumolo delle Abbadesse) Attard (Priolo Gargallo) Capotorto (Bari) |

|                                          |            |                                 |
| Krušlin, Pušica 16 Burnell 15 Bendžius 7 | Punti      | 20 Fernández 14 Doyle 12 Alviti |
| Spissu 9                                 | Assist     | 5 Fernández, Laquintana         |
| Burnell, Spissu 8                        | Rimbalzi   | 14 Gražulis                     |
| Gianmarco Pozzecco                       | Allenatori | Eugenio Dalmasson               |

| Arbitri: | Paternicò (Piazza Armerina) Morelli (Brindisi) Dori (Mirano) |

|                                |            |                                      |
| Baldasso 29 Wilson 15 Cervi 10 | Punti      | 19 Spissu 15 Bilan, Treier 14 Pušica |
| Baldasso 8                     | Assist     | 4 Burnell, Pušica                    |
| Wilson 10                      | Rimbalzi   | 9 Bilan                              |
| Piero Bucchi                   | Allenatori | Gianmarco Pozzecco                   |

| Arbitri: | Begnis (Crema) Nicolini (Palermo) Perciavalle (Torino) |

|                               |            |                                |
| Spissu 22 Bilan 18 Burnell 15 | Punti      | 23 Banks 20 Aradori 10 Withers |
| Burnell, Spissu 5             | Assist     | 7 Fantinelli                   |
| Bilan 11                      | Rimbalzi   | 7 Happ                         |
| Gianmarco Pozzecco            | Allenatori | Romeo Sacchetti                |

| Arbitri: | Mazzoni (Grosseto) Vicino (Bologna) Pepponi (Assisi) |

|                            |            |                                 |
| Bramos 28 Fotu 17 Tonut 15 | Punti      | 29 Bendžius 16 Bilan 13 Burnell |
| De Nicolao, Stone, Tonut 3 | Assist     | 5 Burnell, Spissu               |
| Vidmar 8                   | Rimbalzi   | 7 Bilan                         |
| Walter De Raffaele         | Allenatori | Gianmarco Pozzecco              |

| Arbitri: | Giovannetti (Terni) Paglialunga (Massafra) Galasso (Siena) |

|                                 |            |                                               |
| Bendžius 23 Tillman 19 Bilan 18 | Punti      | 33 Scola 26 Strautiņš 6 Andersson, De Nicolao |
| Spissu 9                        | Assist     | 5 De Nicolao, Strautiņš                       |
| Tillman 7                       | Rimbalzi   | 9 Strautiņš                                   |
| Edoardo Casalone                | Allenatori | Massimo Bulleri                               |

| Arbitri: | Martolini (Roma) Di Francesco (Teramo) Valzani (Martina Franca) |

|                                        |            |                                    |
| Sanders 23 Browne, Williams 15 Maye 13 | Punti      | 25 Bendžius 18 Burnell 11 Devecchi |
| Forray 6                               | Assist     | 10 Spissu                          |
| Williams 9                             | Rimbalzi   | 6 Bilan, Burnell                   |
| Nicola Brienza                         | Allenatori | Gianmarco Pozzecco                 |

| Arbitri: | Sahin (Messina) Nicolini (Palermo) Noce (Latina) |

|                                        |            |                                          |
| Bilan 29 Gentile 16 Burnell, Spissu 13 | Punti      | 24 Harrison 17 Bell, Thompson 15 Perkins |
| Spissu 4                               | Assist     | 7 Thompson                               |
| Bilan 7                                | Rimbalzi   | 10 Bell                                  |
| Gianmarco Pozzecco                     | Allenatori | Francesco Vitucci                        |

| Arbitri: | Bartoli (Trieste) Borgioni (Roma) Capotorto (Bari) |

|                                      |            |                                 |
| Hommes 18 J. Williams 16 Cournooh 13 | Punti      | 25 Bendžius 22 Bilan 14 Tillman |
| Poeta 8                              | Assist     | 8 Spissu                        |
| J. Williams 7                        | Rimbalzi   | Bilan                           |
| Paolo Galbiati                       | Allenatori | Gianmarco Pozzecco              |

| Arbitri: | Paternicò (Piazza Armerina) Borgo (Grumolo delle Abbadesse) Vita (Ancona) |

|                                          |            |                                |
| Marković 15 Weems 14 Hunter, Teodosić 11 | Punti      | 22 Bendžius 19 Spissu 13 Bilan |
| Pajola 6                                 | Assist     | 6 Spissu                       |
| Hunter 8                                 | Rimbalzi   | 10 Bilan                       |
| Aleksandar Đorđević                      | Allenatori | Gianmarco Pozzecco             |

| Arbitri: | Vicino (Bologna) Di Francesco (Teramo) Belfiore (Napoli) |

|                                          |            |                              |
| Burnell 20 17 Bendžius, Bilan Tillman 14 | Punti      | 25 Logan 20 Russell 17 Akele |
| Spissu 10                                | Assist     | 6 Logan                      |
| Burnell 10                               | Rimbalzi   | 7 Mekowulu                   |
| Gianmarco Pozzecco                       | Allenatori | Massimiliano Menetti         |

| Arbitri: | Begnis (Crema) Baldini (Firenze) Brindisi (Torino) |

|                            |            |                                         |
| Datome 24 Roll 22 Leday 14 | Punti      | 23 Burnell 17 Bilan 10 Gentile, Tillman |
| Shields 8                  | Assist     | 11 Spissu                               |
| Hines, Leday 8             | Rimbalzi   | 8 Bilan                                 |
| Ettore Messina             | Allenatori | Gianmarco Pozzecco                      |

| Arbitri: | Lo Guzzo (Pisa) Bongiorni (Pisa) Boninsegna (Milano) |

|                                |            |                                  |
| Spissu 23 Bendžius 19 Bilan 18 | Punti      | 16 Cline, Moss 15 Burns 11 Chery |
| Gentile 6                      | Assist     | 7 Chery                          |
| Bilan 13                       | Rimbalzi   | 7 Burns                          |
| Gianmarco Pozzecco             | Allenatori | Maurizio Buscaglia               |

| Arbitri: | Sahin (Messina) Pepponi (Assisi) Dori (Mirano) |

|                                     |            |                                         |
| Baldi Rossi 19 Taylor 18 Kyzlink 14 | Punti      | 22 Bilan 15 Bendžius, Burnell 12 Spissu |
| Taylor 10                           | Assist     | 5 Spissu                                |
| Elegar 10                           | Rimbalzi   | 14 Bilan                                |
| Antimo Martino                      | Allenatori | Gianmarco Pozzecco                      |

| Arbitri: | Vicino (Bologna) Paglialunga (Massafra) Brindisi (Torino) |

|                             |            |                                        |
| Bilan 27 Bendžius 26 Spissu | Punti      | 23 Gaines 21 Smith 14 Johnson, Procida |
| Spissu 7                    | Assist     | 7 Gaines                               |
| Bilan 12                    | Rimbalzi   | 5 Gaines, Leunen                       |
| Gianmarco Pozzecco          | Allenatori | Cesare Pancotto                        |

##### Girone di ritorno
| Arbitri: | Lanzarini (Bologna) Borgo (Grumolo delle Abbadesse) Belfiore (Napoli) |

|                                   |            |                                               |
| Burnell 17 Bendžius 16 Krušlin 15 | Punti      | 16 Drell 13 Filipovity, Filloy 10 G. Robinson |
| Katić 5                           | Assist     | 14 J. Robinson                                |
| Bilan 10                          | Rimbalzi   | 6 Cain                                        |
| Gianmarco Pozzecco                | Allenatori | Jasmin Repeša                                 |

| Arbitri: | Paternicò (Piazza Armerina) Borgioni (Roma) Morelli (Brindisi) |

|                                 |            |                                |
| Alviti 17 Delía 13 Fernández 12 | Punti      | 28 Spissu 20 Bilan 15 Bendžius |
| Doyle 5                         | Assist     | 9 Burnell                      |
| Alviti, Gražulis 6              | Rimbalzi   | 12 Burnell                     |
| Eugenio Dalmasson               | Allenatori | Gianmarco Pozzecco             |

| Arbitri: | Bartoli (Trieste) Paglialunga (Massafra) Dori (Mirano) |

|                             |            |                                         |
| Banks 24 Hunt 18 Aradori 14 | Punti      | 21 Bendžius 17 Gentile 15 Bilan, Spissu |
| Baldasso 5                  | Assist     | 5 Burnell                               |
| Hunt 9                      | Rimbalzi   | 9 Bilan                                 |
| Luca Dalmonte               | Allenatori | Gianmarco Pozzecco                      |

| Arbitri: | Lanzarini (Bologna) Attard (Priolo Gargallo) Morelli (Brindisi) |

|                                |            |                           |
| Krušlin 20 Bilan 18 Burnell 16 | Punti      | 24 Tonut 14 Watt 13 Clark |
| Burnell 7                      | Assist     | 7 Clark                   |
| Happ 8                         | Rimbalzi   | 7 Watt                    |
| Gianmarco Pozzecco             | Allenatori | Walter De Raffaele        |

| Arbitri: | Vicino (Bologna) Quarta (Torino) Pierantozzi (Brescia) |

|                                    |            |                                                    |
| Douglas 22 Ruzzier 17 Strautiņš 11 | Punti      | 19 Spissu 15 Bilan, Happ 7 Burnell, Gentile, Katić |
| Douglas 7                          | Assist     | 5 Spissu                                           |
| Egbunu 9                           | Rimbalzi   | 9 Gentile                                          |
| Massimo Bulleri                    | Allenatori | Gianmarco Pozzecco                                 |

| Arbitri: | Sahin (Messina) Begnis (Crema) Noce (Latina) |

|                                 |            |                                  |
| Bendžius 28 Burnell 15 Bilan 14 | Punti      | 19 Morgan 15 Sanders 11 Williams |
| Spissu 6                        | Assist     | 6 Sanders                        |
| Bilan 9                         | Rimbalzi   | 8 Morgan                         |
| Gianmarco Pozzecco              | Allenatori | Emanuele Molin                   |

| Arbitri: | Begnis (Crema) Martolini (Roma) Boninsegna (Milano) |

|                                  |            |                                |
| Harrison 22 Perkins 21 Bostic 16 | Punti      | 22 Krušlin 20 Burnell 17 Bilan |
| Willis, Zanelli 3                | Assist     | 4 Spissu                       |
| Udom 7                           | Rimbalzi   | 8 Burnell                      |
| Francesco Vitucci                | Allenatori | Edoardo Casalone               |

| Arbitri: | Martolini (Roma) Nicolini (Palermo) Noce (Latina) |

|                             |            |                                        |
| Krušlin 20 Bilan 18 Happ 14 | Punti      | 23 Mian 20 Barford 10 Hommes, Williams |
| Burnell 8                   | Assist     | 11 Poeta                               |
| Burnell 12                  | Rimbalzi   | 6 Lee                                  |
| Gianmarco Pozzecco          | Allenatori | Paolo Galbiati                         |

| Arbitri: | Sahin (Messina) Giovannetti (Terni) Perciavalle (Torino) |

|                                       |            |                                                   |
| Bilan 18 Bendžius 14 Katić, Spissu 12 | Punti      | 16 Abass, Belinelli, Gamble 13 Pajola 11 Teodosić |
| Katić 4                               | Assist     | 7 Pajola, Teodosić                                |
| Bilan 8                               | Rimbalzi   | 5 Gamble                                          |
| Gianmarco Pozzecco                    | Allenatori | Aleksandar Đorđević                               |

| Arbitri: | Paternicò (Piazza Armerina) Bongiorni (Pisa) Boninsegna (Milano) |

|                                    |            |                                              |
| Sokołowski 23 Mekowulu 21 Imbrò 18 | Punti      | 17 Bilan 14 Bendžius 13 Krušlin              |
| Logan 18                           | Assist     | 2 Bilan, Bendžius, Burnell, Gentile, Krušlin |
| Mekowulu 12                        | Rimbalzi   | 7 Bilan                                      |
| Massimiliano Menetti               | Allenatori | Gianmarco Pozzecco                           |

| Arbitri: | Lo Guzzo (Pisa) Vicino (Bologna) Pepponi (Assisi) |

|                               |            |                                |
| Spissu 24 Burnell 14 Bilan 10 | Punti      | 28 Leday 19 Shields 11 Delaney |
| Bendžius, Burnell 4           | Assist     | 10 Rodríguez                   |
| Burnell 7                     | Rimbalzi   | 6 Leday, Micov                 |
| Gianmarco Pozzecco            | Allenatori | Ettore Messina                 |

| Arbitri: | Bartoli (Trieste) Paglialunga (Massafra) Morelli (Brindisi) |

|                                     |            |                                         |
| Willis 22 Kalinoski 16 Bortolani 11 | Punti      | 20 Bendžius Bilan, Burnell 14 11 Spissu |
| Kalinoski 7                         | Assist     | Burnell, Spissu 5                       |
| Willis 6                            | Rimbalzi   | Burnell 12                              |
| Maurizio Buscaglia                  | Allenatori | Gianmarco Pozzecco                      |

| Arbitri: | Rossi (Anghiari) Bettini (Bologna) Dori (Mirano) |

|                                |            |                               |
| Bendžius 25 Bilan 17 Treier 13 | Punti      | 19 Lemar 14 Elegar 13 Johnson |
| Katić 7                        | Assist     | 8 Taylor                      |
| Burnell 9                      | Rimbalzi   | 8 Elegar, Johnson             |
| Gianmarco Pozzecco             | Allenatori | Attilio Caja                  |

| Arbitri: | Paglialunga (Massafra) Sardella (Rimini) Pierantozzi (Brescia) |

|                                |            |                              |
| Gaines 43 Pecchia 13 Thomas 12 | Punti      | 25 Spissu 17 Bilan 16 Treier |
| Johnson 9                      | Assist     | 6 Katić                      |
| Thomas 8                       | Rimbalzi   | 9 Bilan                      |
| Piero Bucchi                   | Allenatori | Edoardo Casalone             |

#### Play-off

##### Quarti di finale
| Arbitri: | Lanzarini (Bologna) Vicino (Bologna) Paglialunga (Massafra) |

|                                          |            |                                 |
| Chappell 19 De Nicolao, Stone 15 Daye 12 | Punti      | 19 Bilan 15 Bendžius 14 Gentile |
| De Nicolao 6                             | Assist     | 4 Spissu                        |
| Stone 8                                  | Rimbalzi   | 11 Bilan                        |
| Walter De Raffaele                       | Allenatori | Edoardo Casalone                |

| Arbitri: | Paternicò (Piazza Armerina) Attard (Priolo Gargallo) Borgioni (Roma) |

|                               |            |                                                  |
| Tonut25 Watt 20 De Nicolao 12 | Punti      | 14 Happ 13 Burnell, Gentile, Krušlin 12 Bendžius |
| Stone, Watt 4                 | Assist     | 5 Spissu                                         |
| Watt 7                        | Rimbalzi   | 9 Bendžius, Burnell, Gentile                     |
| Walter De Raffaele            | Allenatori | Gianmarco Pozzecco                               |

| Arbitri: | Sahin (Messina) Lo Guzzo (Pisa) Bongiorni (Pisa) |

|                                               |            |                             |
| Bendžius, Spissu 13 Burnell, Happ 11 Bilan 10 | Punti      | 17 Tonut 12 Daye 8 Jerrells |
| Burnell, Spissu 4                             | Assist     | 3 Daye, Tonut               |
| Bilan 7                                       | Rimbalzi   | 7 Daye, Stone               |
| Gianmarco Pozzecco                            | Allenatori | Walter De Raffaele          |

| Arbitri: | Rossi (Anghiari) Martolini (Roma) Giovannetti (Terni) |

|                                |            |                                 |
| Bendžius 25 Spissu 20 Katić 13 | Punti      | 14 Jerrells 13 Watt 11 Chappell |
| Spissu 5                       | Assist     | 5 Chappell                      |
| Burnell 8                      | Rimbalzi   | 9 Chappell                      |
| Gianmarco Pozzecco             | Allenatori | Walter De Raffaele              |

| Arbitri: | Mazzoni (Grosseto) Bartoli (Trieste) Borgioni (Roma) |

|                           |            |                                 |
| Daye 20 Stone 16 Tonut 15 | Punti      | 26 Bilan 16 Bendžius 15 Krušlin |
| Tonut 4                   | Assist     | 5 Gentile, Spissu               |
| Tonut 7                   | Rimbalzi   | 9 Bendžius                      |
| Walter De Raffaele        | Allenatori | Gianmarco Pozzecco              |

### Basketball Champions League

#### Regular Season

##### Girone d'andata
| Arbitri: | Krejic Davydov Vulić |

|                               |            |                               |
| Spissu 22 Tillman 17 Bilan 16 | Punti      | 24 Motum 20 Macon 19 Hamilton |
| Spissu 8                      | Assist     | 5 Arslan, Hamilton            |
| Bilan 9                       | Rimbalzi   | 8 Motum                       |
| Gianmarco Pozzecco            | Allenatori | Ertuğrul Erdoğan              |

| Arbitri: | Viator Ciulin Zashchuk |

|                                         |            |                                 |
| Tillman 21 Bilan 18 Devecchi, Spissu 14 | Punti      | 24 Fitipaldo 10 López 9 Huertas |
| Spissu 15                               | Assist     | 4 Fitipaldo, Huertas            |
| Bilan 8                                 | Rimbalzi   | 7 Shermadini                    |
| Gianmarco Pozzecco                      | Allenatori | Txus Vidorreta                  |

| Arbitri: | Kozlovskis Liszka Kounelles |

|                                   |            |                                 |
| Stephens 22 Peterson 18 Ongwae 17 | Punti      | 19 Bilan 15 Tillman 14 Bendžius |
| Ongwae 4                          | Assist     | 5 Burnell                       |
| Stephens 10                       | Rimbalzi   | 11 Bilan                        |
| Steffen Wich                      | Allenatori | Edoardo Casalone                |

##### Girone di ritorno
| Arbitri: | Poursanidis Krejic Deman |

|                                   |            |                                               |
| Bendžius 17 Burnell 16 Gentile 10 | Punti      | 16 Ongwae 15 Stephens 13 Darboe, Evans, Jukić |
| Spissu 5                          | Assist     | 5 Evans                                       |
| Burnell 11                        | Rimbalzi   | 12 Stephens                                   |
| Gianmarco Pozzecco                | Allenatori | Steffen Wich                                  |

| Arbitri: | Rosso Liszka Marques |

|                                                          |            |                                         |
| Shermadini 19 Cavanaugh, Fitipaldo, Guerra 16 Huertas 15 | Punti      | 24 Bilan 15 Burnell 12 Krušlin, Tillman |
| Huertas 9                                                | Assist     | 3 Krušlin, Spissu                       |
| Cavanaugh, Guerra, Shermadini 6                          | Rimbalzi   | 5 Tillman                               |
| Txus Vidorreta                                           | Allenatori | Gianmarco Pozzecco                      |

| Arbitri: | Ciulin Maestre Kozlovskis |

|                             |            |                                  |
| Macon 23 Hunter 16 Trice 11 | Punti      | 23 Spissu 20 Bendžius 15 Gentile |
| Ermis 5                     | Assist     | 7 Spissu                         |
| Williams 9                  | Rimbalzi   | 10 Bendžius                      |
| Ekrem Memnun                | Allenatori | Gianmarco Pozzecco               |

#### Play-off

##### Girone d'andata
| Arbitri: | Rosso Zashchuk Krejic |

|                           |            |                                         |
| Bilan 26 Spissu 24 Happ 9 | Punti      | 26 Barreiro 14 Ennis, Sulaimon 13 Wiley |
| Spissu 8                  | Assist     | 7 San Miguel                            |
| Burnell 11                | Rimbalzi   | 6 Ennis, Hlinason                       |
| Gianmarco Pozzecco        | Allenatori | Sergio Santos Hernández                 |

| Arbitri: | Glišić Kozlovskis Salins |

|                                 |            |                                         |
| Harding 28 17 Prewitt Dalton 10 | Punti      | 18 Gentile 17 Bilan, Burnell 15 Krušlin |
| Palyza 4                        | Assist     | 10 Spissu                               |
| Dalton 8                        | Rimbalzi   | 11 Bilan                                |
| Oren Amiel                      | Allenatori | Gianmarco Pozzecco                      |

| Arbitri: | Ciulin Poursanidis Deman |

|                              |            |                                          |
| Vitali 17 Hall 16 Kravish 15 | Punti      | 20 Bilan 15 Bendžius, Burnell 13 Gentile |
| Larson 7                     | Assist     | 4 Bendžius                               |
| Kravish 8                    | Rimbalzi   | 6 Burnell                                |
| Johan Roijakkers             | Allenatori | Gianmarco Pozzecco                       |

##### Girone di ritorno
| Arbitri: | Glišić Jasevičius Rosso |

|                                |            |                                              |
| Bendžius 22 Krušlin 16 Happ 14 | Punti      | 16 Šerić 11 Hundt, Ogbe, Plescher 7 Grüttner |
| Burnell, Spissu 5              | Assist     | 7 Ruoff                                      |
| Burnell 12                     | Rimbalzi   | 7 Thompson                                   |
| Gianmarco Pozzecco             | Allenatori | Johan Roijakkers                             |

| Arbitri: | Yilmaz Vojinovic Marques |

|                                |            |                                       |
| Ennis 18 Harris 17 Sulaimon 16 | Punti      | 17 Bilan, Happ 16 Bendžius 14 Burnell |
| San Miguel 8                   | Assist     | 5 Chessa                              |
| Wiley 8                        | Rimbalzi   | 9 Bilan, Happ                         |
| Sergio Santos Hernández        | Allenatori | Gianmarco Pozzecco                    |

| Arbitri: | Viator Yilmaz Kozlovskis |

|                                        |            |                              |
| Bendžius 15 Treier 13 Happ, Krušlin 11 | Punti      | 21 Prewitt 17 Dalton 13 Tůma |
| Gentile, Katić 4                       | Assist     | 6 Palyza                     |
| Happ 11                                | Rimbalzi   | 8 Dalton, Kříž               |
| Gianmarco Pozzecco                     | Allenatori | Oren Amiel                   |

### Coppa Italia

#### Quarti di finale
| Arbitri: | Rossi (Anghiari) Baldini (Firenze) Borgo (Grumolo delle Abbadesse) |

|                                |            |                                    |
| Bendžius 22 Spissu 20 Bilan 19 | Punti      | 27 J. Robinson 23 Drell 19 Delfino |
| Spissu 9                       | Assist     | 6 J. Robinson                      |
| Spissu 10                      | Rimbalzi   | 13 Filipovity                      |
| Gianmarco Pozzecco             | Allenatori | Jasmin Repeša                      |

### Supercoppa Italiana

#### Fase a gironi

##### Girone d'andata
| Arbitri: | Rossi (Anghiari) Perciavalle (Torino) Valzani (Martina Franca) |

|                                  |            |                                      |
| Bendžius 25 Bilan 20 Burnell 16  | Punti      | 17 Baldasso 14 Campogrande 11 Farley |
| Bilan, Krušlin, Pušica, Spissu 6 | Assist     | 6 Baldasso                           |
| Bilan 16                         | Rimbalzi   | 5 Campogrande, Nizza                 |
| Gianmarco Pozzecco               | Allenatori | Piero Bucchi                         |

| Arbitri: | Rossi (Anghiari) Perciavalle (Torino) Dori (Mirano) |

|                                          |            |                                                 |
| Robinson 14 Delfino 13 Cain, Massenat 12 | Punti      | 18 Pušica 17 Spissu 12 Bilan, Bendžius, Burnell |
| Robinson 10                              | Assist     | 10 Spissu                                       |
| Filipovity 9                             | Rimbalzi   | 14 Burnell                                      |
| Jasmin Repeša                            | Allenatori | Gianmarco Pozzecco                              |

| Arbitri: | Paternicò (Piazza Armerina) Perciavalle (Torino) Dori (Mirano) |

|                              |            |                                             |
| Pušica 24 Bilan 20 Spissu 16 | Punti      | 22 Harrison 14 Thompson 11 Krubally, Willis |
| Spissu 9                     | Assist     | 5 Harrison, Thompson                        |
| Bilan 8                      | Rimbalzi   | 8 Willis                                    |
| Gianmarco Pozzecco           | Allenatori | Francesco Vitucci                           |

##### Girone di ritorno
| Arbitri: | Sahin (Messina) Attard (Priolo Gargallo) Pierantozzi (Brescia) |

|                                 |            |                                |
| Harrison 21 Krubally 16 Bell 11 | Punti      | 22 Spissu 18 Bilan 16 Bendžius |
| Thompson 4                      | Assist     | 7 Pušica                       |
| Willis 10                       | Rimbalzi   | 13 Bilan                       |
| Francesco Vitucci               | Allenatori | Gianmarco Pozzecco             |

| Arbitri: | Mazzoni (Grosseto) Di Francesco (Teramo) Pierantozzi (Brescia) |

|                                        |            |                                 |
| Baldasso, Evans 15 Robinson 10 Beane 9 | Punti      | 21 Tillman 15 Bendžius 14 Bilan |
| Baldasso 5                             | Assist     | 11 Burnell                      |
| Cervi 9                                | Rimbalzi   | 9 Burnell                       |
| Piero Bucchi                           | Allenatori | Gianmarco Pozzecco              |

| Arbitri: | Sahin (Messina) Di Francesco (Teramo) Noce (Latina) |

|                                   |            |                                |
| Bendžius 17 Tillman 15 Burnell 13 | Punti      | 26 Robinson 21 Cain 10 Delfino |
| Spissu 6                          | Assist     | 7 Robinson                     |
| Burnell 8                         | Rimbalzi   | 9 Cain                         |
| Gianmarco Pozzecco                | Allenatori | Jasmin Repeša                  |

#### Final Four

##### Semifinale
| Arbitri: | Sahin (Messina) Grigioni (Roma) Quarta (Torino) |

|                               |            |                                                               |
| Bilan 24 Spissu 17 Burnell 13 | Punti      | 13 Abass, Teodosić 11 Adams, Tessitori 9 Alibegović, Marković |
| Spissu 6                      | Assist     | 6 Teodosić                                                    |
| Bilan 13                      | Rimbalzi   | 8 Gamble                                                      |
| Gianmarco Pozzecco            | Allenatori | Aleksandar Đorđević                                           |

## Statistiche
Fonte:
- Legabasket Serie A, su web.legabasket.it. URL consultato il 30 settembre 2020 (archiviato dall'url originale il 26 ottobre 2020).
- FIBA Basketball Champions League, su championsleague.basketball.

### Medie
| Competizione                | G  | V  | P  | Pt.   | 2PT  | 3PT  | TL   | Rimbalzi | Rimbalzi | Rimbalzi | Stop | Palle | Palle | Ass  |
| Competizione                | G  | V  | P  | Pt.   | 2PT  | 3PT  | TL   | Off      | Dif      | Tot      | Stop | Perse | Rec.  | Ass  |
| --------------------------- | -- | -- | -- | ----- | ---- | ---- | ---- | -------- | -------- | -------- | ---- | ----- | ----- | ---- |
| LBA Serie A                 | 33 | 20 | 13 | 89.3  | 55.6 | 40.5 | 78.0 | 9.5      | 26.9     | 36.4     | 1.7  | 14.6  | 7.8   | 18.4 |
| Basketball Champions League | 12 | 5  | 7  | 85.5  | 52.9 | 36.9 | 74.0 | 11.9     | 26.1     | 38.0     | 2.2  | 14.3  | 6.2   | 19.6 |
| Coppa Italia                | 1  | 0  | 1  | 110.0 | 48.9 | 47.1 | 84.2 | 10.0     | 33.0     | 43.0     | 0    | 17.0  | 6.0   | 24.0 |
| Supercoppa Italiana         | 7  | 4  | 3  | 91.3  | 58.0 | 39.8 | 83.4 | 9.7      | 25.4     | 35.1     | 3.6  | 14.0  | 8.9   | 23.6 |

NB: Nelle statistiche della LBA Serie A non è conteggiato l'incontro vinto contro la Virtus Roma, poi cancellato in seguito al ritiro di quest'ultima dal campionato.

### Andamento in campionato
| Giornata  | 1 | 2 | 3 | 4 | 5 | 6 | 7 | 8 | 9 | 10 | 11 | 12 | 13 | 14 | 15 | 16 | 17 | 18 | 19 | 20 | 21 | 22 | 23 | 24 | 25 | 26 | 27 | 28 | 29 | 30 |
| --------- | - | - | - | - | - | - | - | - | - | -- | -- | -- | -- | -- | -- | -- | -- | -- | -- | -- | -- | -- | -- | -- | -- | -- | -- | -- | -- | -- |
| Luogo     | T | C | T | C | T | C | T | C | T | T  | C  | T  | C  | T  | C  | C  | T  | -  | T  | C  | T  | C  | T  | C  | C  | T  | C  | T  | C  | T  |
| Risultato | V | P | V | V | P | V | P | P | V | V  | V  | P  | V  | V  | V  | V  | V  | -  | V  | V  | P  | V  | V  | V  | P  | P  | P  | V  | V  | P  |
| Posizione | 5 | 7 | 6 | 3 | 5 | 5 | 4 | 7 | 7 | 9  | 5  | 7  | 4  | 3  | 3  | 3  | 2  | 3  | 3  | 3  | 4  | 4  | 4  | 4  | 4  | 5  | 5  | 5  | 5  | 5  |

Fonte:  Serie A – Classifica, su web.legabasket.it. URL consultato il 7 settembre 2020 (archiviato dall'url originale il 5 ottobre 2019).
Legenda:

Luogo: C = Casa; T = Trasferta. Risultato: V = Vittoria; P = Sconfitta.
- = Turno di riposo.